# Остернохе
Остернохе (нем. Osternohe) — община в Германии, в земле Бавария.
Подчиняется административному округу Средняя Франкония. Входит в состав района Нюрнберг.